# Simone Thion de La Chaume
 (mai 2014).
Si vous disposez d'ouvrages ou d'articles de référence ou si vous connaissez des sites web de qualité traitant du thème abordé ici, merci de compléter l'article en donnant les références utiles à sa vérifiabilité et en les liant à la section « Notes et références ».
Pour les articles homonymes, voir Chaume et La Chaume.
Simone Thion de La Chaume, née le 24 novembre 1908 dans le 17e arrondissement de Paris et morte le 4 septembre 2001 à  Saint-Jean-de-Luz, est une joueuse de golf française.

## Biographie
Simone Thion de La Chaume devient la première joueuse de golf étrangère à gagner, en 1924 le British Girls Amateur Golf Championship (en) et en 1927 la première à gagner le British Ladies Amateur Golf Championship (en), un des tournois de golf féminin les plus prestigieux. Sa fille Catherine Lacoste le gagnera quarante-deux ans plus tard.

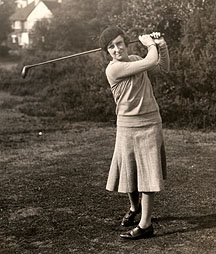
Simone de La Chaume.

En 1927, elle perd au troisième tour le United States Women's Amateur Golf Championship, contre la trois-fois championne du monde Alexa Stirling (en).
Elle rencontre le joueur de tennis René Lacoste à un match de la coupe Davis. Ils se marient le 28 juin 1930 et ont ensemble trois fils et une fille.
Au déclenchement de la Seconde Guerre mondiale, dès septembre 1939, elle met en pause sa carrière et organise la création de l'ambulance de guerre bénévole de l'hôpital américain de Paris. Elle effectue des missions au profit du service de santé des armées jusqu'à la fin de la bataille de France.
À la mort de son père, René Thion de La Chaume, elle reprend la présidence du golf de Chantaco qu'il avait fondé en 1928, à Saint-Jean-de-Luz (Pyrénées-Atlantiques).
Elle meurt à Saint-Jean-de-Luz en 2001.

## Notoriété
Il existe un « trophée Simone Thion de la Chaume », créé en 1999 en hommage à sa mère, par sa fille Catherine Lacoste.

## Principales victoires
| Date                   | Record                                         |
| ---------------------- | ---------------------------------------------- |
| 1924                   | British Girls Amateur Golf Championship.       |
| 1927                   | British Ladies Amateur Golf Championship.      |
| 1930, 1935, 1938, 1939 | French International Ladies Golf Championship. |
| 1936, 1937, 1939       | French Ladies National Championship.           |